# Tabiteuea Village
Tabiteuea Village är en ort i Kiribati.   Den ligger i örådet Tarawa och ögruppen Gilbertöarna, i den östra delen av landet, 17 km nordost om huvudstaden Tarawa. Tabiteuea Village ligger 12 meter över havet och antalet invånare är 391. Den ligger på ön Tabiteuea.
Terrängen runt Tabiteuea Village är mycket platt.  Närmaste större samhälle är Tarawa, 17,3 km sydväst om Tabiteuea Village. 